# Djebel Amour
Le djebel Amour (arabe : جبال العمور) est une chaîne montagneuse d'Algérie située au centre du pays et constituant une partie de l'Atlas saharien. Appelé au Moyen Âge djebel Rached, il est le plus arrosé des massifs de l’Atlas saharien.

## Toponymie
Le djebel Amour s’appelait au Moyen Âge djebel Rached, du nom de la tribu berbère Béni Rached. Il doit son nom actuel à la tribu arabe bédouine des Amours.

## Géographie

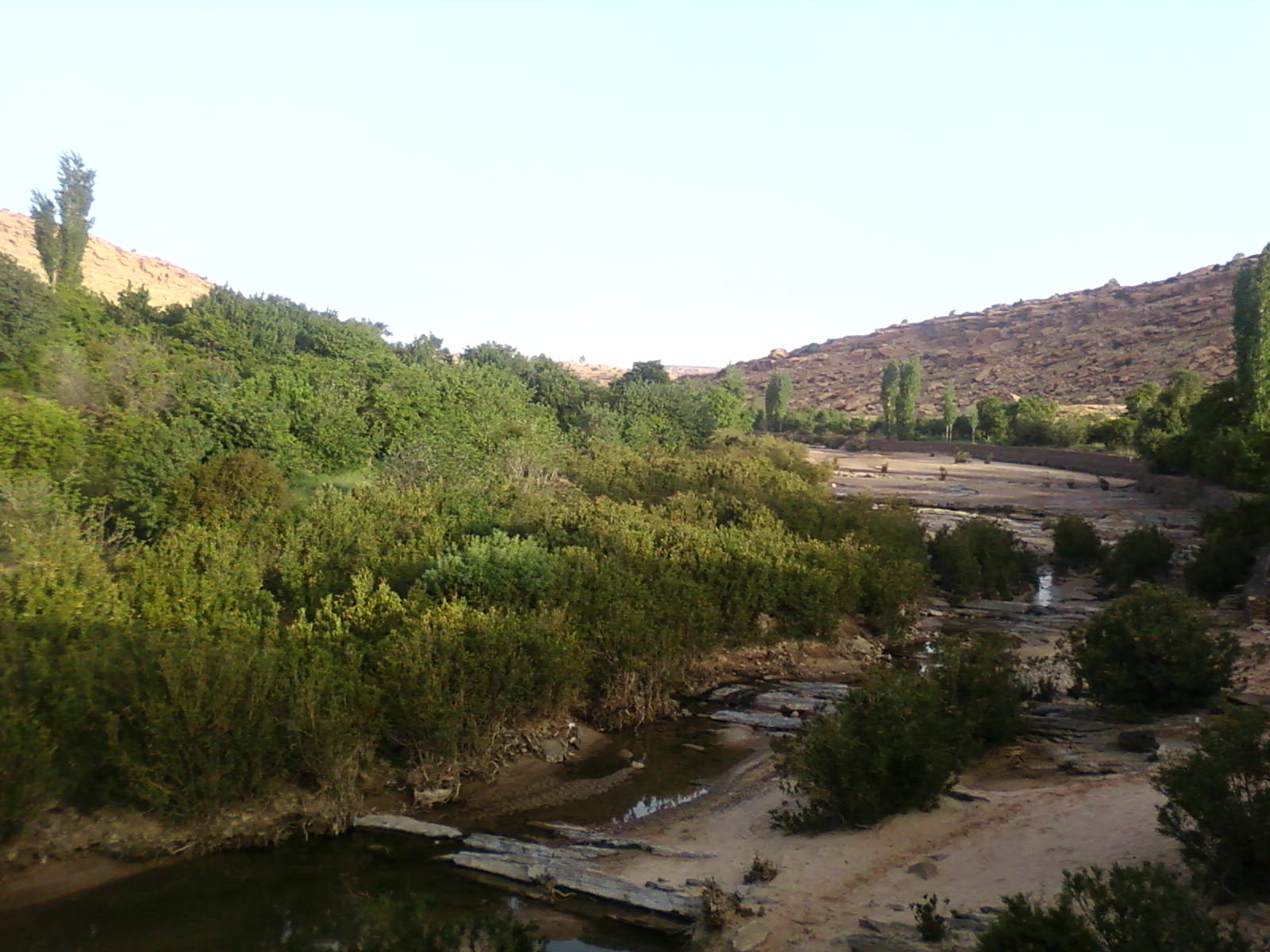
Oued à El Ghicha

Le djebel Amour fait partie de l’Atlas saharien. Il est situé entre les monts des Ksour à l’ouest et ceux des Ouled Naïl à l’est, mais il est difficile de définir ses limites.
Il s’étend sur une centaine de kilomètres de longueur, du sud-ouest au nord-est, pour une largeur de 60 kilomètres, entre le Sahara au sud et les Hauts Plateaux au nord. Il alterne surfaces tabulaires et vallées profondes.
Le djebel Amour est le mieux arrosé des massifs de l’Atlas saharien ; les précipitations sont entre 300 et 400 mm par an, la partie centrale reçoit plus de 500 mm. L’altitude donne au pays des hivers froids et des étés tempérés.
Il est également riche en sources, fonds d'oueds, vergers et forêts claires sur les sommets où vivent encore des espèces rares comme certains rapaces et le mouflon. Les plantes méditerranéennes se mêlent à celles de la steppe, comme l’alfa, qui l’emportent définitivement sur le versant méridional.

## Populations

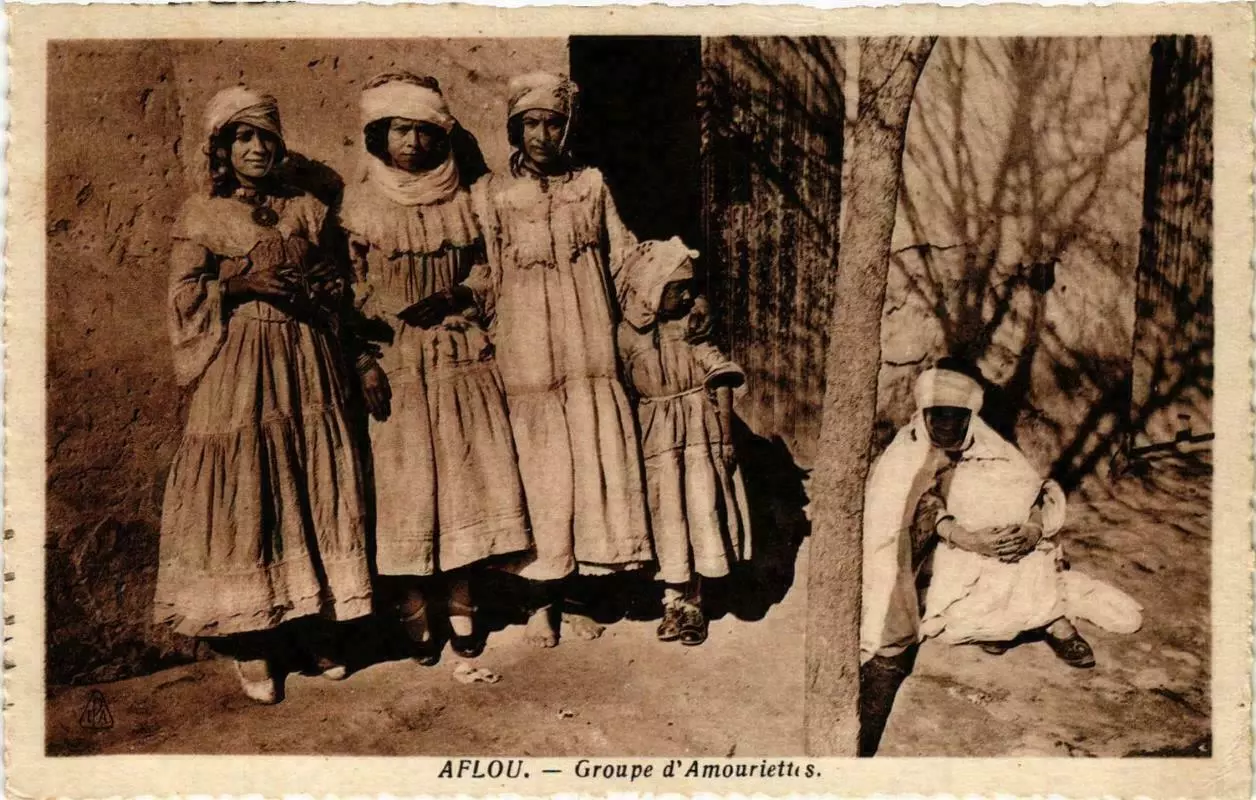
Femmes du djebel Amour vers 1900 durant la période coloniale française.

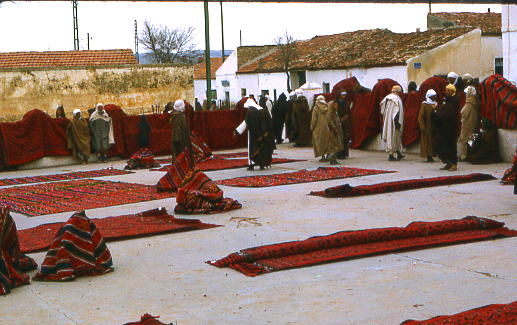
Marché aux tapis d'Aflou en 1973.

Région entièrement arabophone, le djebel Amour est le domaine de la tribu arabe des Amours. C'est au cours du XIIIe siècle, que l'une des principales fractions des Amours commence à pénétrer dans le massif. Ils chassent ou absorbent d'anciens occupants berbères zénètes semi-nomades, les Maghraouas beni Sinjas qui avaient auparavant délogé les Beni Rached (les premiers occupants que l’on puisse nommer), qui ont en partie quitté leur pays pour le Tell oranais.
Les villages et les terroirs cultivés étaient, autrefois, nombreux ; il en reste encore aujourd'hui de nombreux vestiges dont certains ksour qui sont encore habités. Les Agalet qui occupent aujourd’hui le versant nord et les steppes bordières, passent pour être les descendants d’une partie des Beni Rached qui n’aurait pas émigré.
Pratiquant l’élevage pastoral et des chevaux, les Amours étaient autrefois nomades et certains le sont restés, se déplaçant en période estivale vers les plaines du Nord. Les Amours, devenus semi-nomades montagnards lorsqu’ils ont occupé le massif, sont aujourd’hui pratiquement sédentarisés ; des villages nouveaux sont construits en plaine et les agglomérations d’origine administrative se sont étendues. Aflou est la principale agglomération et joue le rôle de chef-lieu. Autour de cette ville se multiplient les vergers et les céréales et légumes secs qui s’étendent aux dépens de parcours.

## Patrimoine

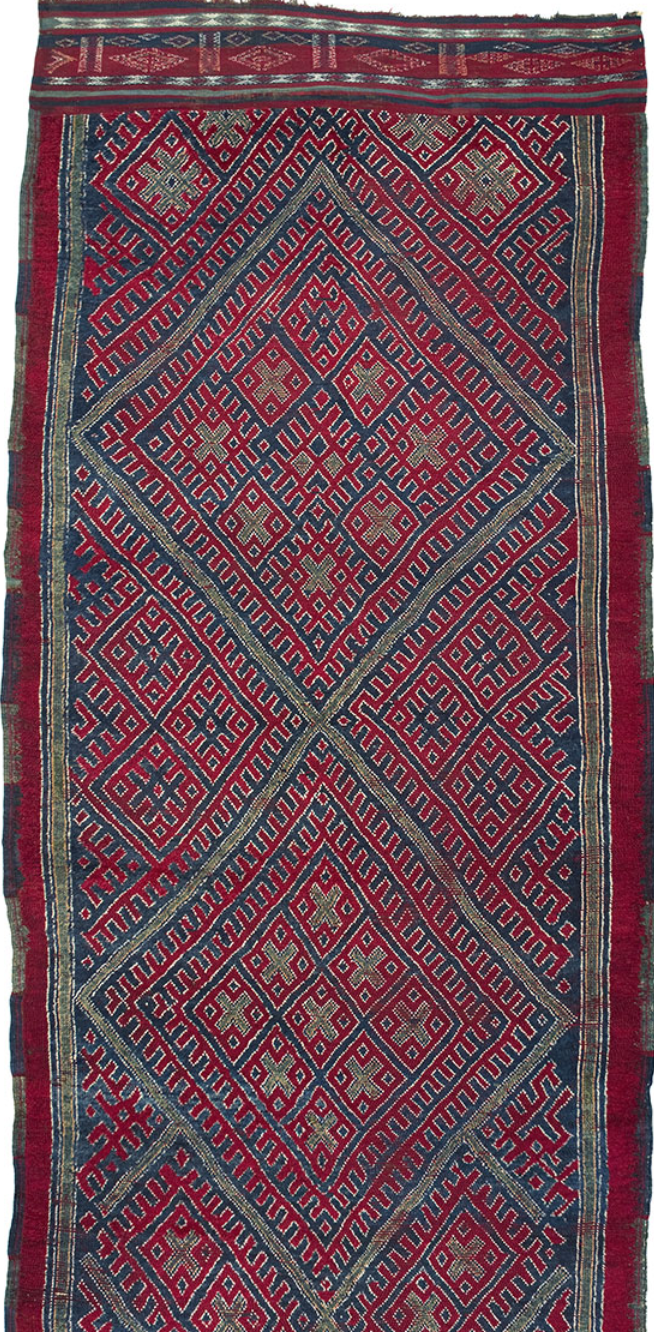
Un tapis du djebel Amour du XIX.

La région est connue pour la fabrication de tapis de haute laine (frāš). Guy de Maupassant y fait référence à deux reprises dans sa nouvelle Allouma. Le tapis est caractérisé par ses motifs géométriques composés tels que des losanges, des triangles et des carrés ; ses couleurs sont vives et contrastées. Il est tissé à la main par des femmes de la région, qui utilisent des techniques traditionnelles. Le tissage est fait à partir d'une laine locale et d'une teinture naturelle.
La région est par ailleurs le cadre de Djebel Amour, roman de Roger Frison-Roche publié chez Arthaud en 1978, et de la chanson éponyme de Jean-Pax Méfret sortie en 1984 dans son album Ni Rouge ni Mort.